# Bohaterowie (film 2008)
Bohaterowie (oryg. Heroes) – bollywoodzki dramat patriotyczny i kino akcji zrealizowany w  2008 przez  Samir Karnika (Kyun...! Ho Gaya Na). W filmie grają dwie pary braci  Salman Khan i Sohail Khan, Sunny Deol i Bobby Deol. Ponadto  Mithun Chakraborty, Preity Zinta, Dino Morea i Vatsal Sheth. Film opowiada o przemianie, z wątkami patriotycznymi, ku czci Indusów poległych w wojnie z Pakistanem.
Motyw lekkoduchów dojrzewających do męskości w podróży przez ludzkie cierpienie i przez Indie (piękne krajobrazy Pendżabu, Himachal Pradesh i Kaszmiru filmowane kamerą Binod Prahana  od Rang De Basanti). Film utrwalający wartość patriotyzmu i wołający o pokój Indii z Pakistanem. 

## Fabuła
Indore w Madhya Pradesh. Dwóch przyjaciół Ali Shah (Vatsl Seth) i Sameer Suri (Sohail Khan) tak są zajęci podbojami seksualnymi i popijawami, że zawalają końcowy egzamin w college'u. Mogą przez to stracić szansę na wyjazd do Ameryki. Jedyną nadzieją jest nakręcenie filmu zaliczającego studia. Znajomy korespondent wojenny podpowiada im temat. Mają zawieźć 3 listy napisane przez żołnierzy walczących w 1999 roku w wojnie z Pakistanem o Kargil.
Przyjaciele wyruszają w podróż przez Indie. Pierwszy cel: Pendżab. Adresatem listu jest wdowa po Balkarze Singhu (Salman Khan)  - Kuljeet Kaur (Preity Zinta). List budzi jej wspomnienia z czasu, gdy mąż jeszcze był z nią. Drugi: Manali w Himachal Pradesh. Adresatem drugiego listu jest brat zabitego w walce Dhanjaya Shergilla (Bobby Deol) – sparaliżowany lotnik Vikram Singh (Sunny Deol). On też wspomina przy nich czas przeżyty z bratem. Trzeci cel: Leh w Dżammu i Kaszmir. Adresatami listu są rodzice zabitego porucznika Sahila Ngvi (Dino Morea). Dumna z niego matka i rozżalony na syna ojciec (Mithun Chakraborty)

## Obsada
- Salman Khan jako Balkar Singh
- Preity Zinta jako Kuljeet Kaur
- Sunny Deol jako Vikram Shergill
- Bobby Deol jako DJ Shergill
- Mithun Chakraborty jako Dr. Naqvi
- Sohail Khan jako Sameer
- Dino Morea jako Sahil Naqvi
- Vatsal Sheth jako Ali
- Amrita Arora jako Shivani
- Riya Sen jako Shivani
- Mohnish Behl jako Akash Sarin
- Tinu Anand jako Dea
- Hrishitaa Bhatt jako Saloni
- Vivek Shauq jako Piyi ojciec
- Dwij Yadav jako Ymłody Jaswinder 'Jassi' Singh
- Prateeksha Lonkar jako pani Naqvi

## Piosenki
1. Badmash Launde - (Shail Hada, Parthiv Gohil).
2. What's Up My Bro (Kunal Ganjawala).
3. Mannata -  (Sonu Nigam, Kavita Krishnamurty).
4. Makhana (Sukhwinder Singh, Soumya Raoh, Wajid).